# تجربة المخاض

تجربة المخاض في عملية الولادة، تكون تجربة المخاض تحت مراقبة طبيب التوليد من أجل تحديد إذا كانت ستكون ولادة طبيعية ناجحة من عدمه. يمكن للطبيب السماح باستمرار استخدام موانع الاستعمال أثناء الولادة أو تحفيز المخاض باستخدام الاوكسيستوسين لتحديد ما إذا كانت رأس الجنين ظاهرة، ويجعل ذلك الولادة الطبيعية ممكنة وسهلة في حين إنه إذا لما يحدث تغيير أو تقدم يتم اللجوء لإجراء الولادة القيصرية.